# Voetbalbond van Saint Kitts en Nevis
De St. Kitts and Nevis Football Association of Voetbalbond van Saint Kitts en Nevis (SKNFA) is een voetbalbond van Saint Kitts en Nevis. De voetbalbond werd opgericht in 1932 en is sinds 1990 geassocieerd lid van de CONCACAF. In 1992 werd de bond volledig lid van de CONCACAF en in datzelfde jaar ook van de FIFA.
De voetbalbond is ook verantwoordelijk voor het Voetbalelftal van Saint Kitts en Nevis.